# Rušanj
Rušanj (cyr. Рушањ) – wieś w Serbii, w mieście Belgrad, w gminie miejskiej Čukarica. W 2011 roku liczyła 4821 mieszkańców.